# سبرينغواتر (أونتاريو)
سبرينغواتر، أونتاريو (بالإنجليزية: Springwater) هي مدينة كندية تقع في مقاطعة أونتاريو. تبلغ مساحة هذه المدينة 536.3023 (كم²)، ويبلغ عدد سكانها 17456 نسمة حسب إحصاء سنة 2006 م، بينما كان يسكنها 16104 نسمة في سنة 2001 م. تحتل هذه المدينة المرتبة رقم 219 بين مدن كندا حسب عدد السكان والمرتبة رقم 85 في المقاطعة. نما عدد السكان في هذه المدينة بنسبة (8.4) بين العامين المذكورين.

## وصلات خارجية
- الأطلس الحكومي لكندا
- إحصاءات كندا مع ساعة تعداد السكان نسخة محفوظة 23 مارس 2008 على موقع واي باك مشين.